# ハラーム
ハラーム（アラビア語: حرام, ラテン文字転写: ḥarām）とは、イスラーム教の法学における5段階の義務規定（「義務」「推奨」「許可」「忌避」「禁忌」）のうち、「禁忌」範疇を指す言葉であり、また当該分類に相当する行為そのものをも指す。以下に挙げるハッド刑相当の行為から、死肉・豚肉食の禁止や果実のなる木の根本への放尿など非常にさまざまなものがあり、その償いも斎戒や喜捨などから、死刑相当まで非常に広い範囲におよぶ。
「禁止」の行為は来世で罰を受けるとされる行為である。したがって、クルアーン（コーラン）に自業自得という文言が多出するように、禁止行為の行為は行為者個人の選択によってなされたものと解釈される場合、行為者に対し来世においてその責任を引き受けさせるものである。しかしながら、中には直接に罰が規定されている、焚書、窃盗、強盗、傷害、背教、姦通、姦通誣告のように、定められた通りの罰（ハッド刑）が支配者によって施行されるものがある。また意図的殺人および傷害に対してはキサース刑が科される。
禁止行為は各学派および各時代や地域によりイスラーム法学（フィクフ）による法規定にのっとって対応される。法規定には成立要件が指定されており、これを満たさなければ成立しない。法規定において一部の禁止行為に対しては償いが示されており、その場合は償いが行われる。これらの対応はムスリムの社会公益などを前提として総合的に判断することが要求されており、行為のおこなわれた状況や、罰によって引き起こされる影響を斟酌せずに一行為に対し一罰が科されるというような単純なものではない。
一方で日常生活上の必要から考えた場合、たとえば食物や礼拝に関わる禁止行為とそうでないもの（ハラール）の弁別が重要となる。その結果、現代においては通信手段の発達などにより、一般のムスリムがさまざまなことについて、法学者にその見解を尋ねることが頻繁となっている。法学者はそれに対してファトワー（宗教見解）を発行し、またまとめたかたちで新聞、雑誌、Webサイトなどさまざまなメディアを通してQ&A方式で示されるようになってきている。
ハラーム（禁止、非合法）という概念は、ハラール（許可、合法）と対になる概念としても存在している。この「ハラール／ハラーム」2分法におけるハラーム概念は、上述の法規範の5範疇のひとつとしてのハラームとは別で議論される。「ハラール／ハラーム」2分法はクルアーンの章句に典拠があり、預言者ムハンマドの時代から論点が明確であった。法規範の5範疇はすべてイスラーム教徒の行為に関する範疇である。これに対し「ハラール／ハラーム」2分法は、たとえば豚肉がハラーム（禁止）というように、モノや事項の合法／非合法を論じることが多い。イスラーム学者の小杉泰は、餓死の危険がある場合にはモノとしての禁止にもかかわらず豚肉を食べることが許容されるという例を示し、モノに関する禁止と行為の禁止は次元が異なるという点を指摘する。

## 典拠
1. 1 2 3 4 5 6  小杉, 泰「イスラーム法（シャリーア）の構造的理解と 現代イスラーム世界の政治・経済の新動向： イスラーム法源学を手がかりとした解析視座の確立をめざして」『立命館アジア・日本研究学術年報』第2巻、2021年、66-77頁、doi:10.34389/ritsumeikanasiajapan.0.2_66、ISSN 2435-4228、2024年6月3日閲覧。